# サンドラ・サンチェス
サンドラ・サンチェス・ハイメ（Sandra Sánchez Jaime、1981年9月16日 - ）は、スペイン・カスティーリャ＝ラ・マンチャ州トレド県タラベラ・デ・ラ・レイナ出身の女性空手家。
2017年にはスペイン政府によってスポーツ国民賞の年間最優秀女子スポーツ選手に選ばれた。同年の年間最優秀男子スポーツ選手はテニス選手のラファエル・ナダルである。

## 経歴
1981年にカスティーリャ＝ラ・マンチャ州トレド県タラベラ・デ・ラ・レイナに生まれた。マドリード工科大学でスポーツ科学の学位を取得している。
2015年にはトルコのイスタンブールで開催された欧州空手道選手権大会の個人形で初めて金メダルを獲得した。同年にはアゼルバイジャンのバクーで開催された2015年ヨーロッパ競技大会でも個人形で金メダルを獲得した。
2016年にはオーストリアのリンツで開催された世界空手道選手権大会の個人形で銅メダルを獲得した。2017年にはポーランドのヴロツワフで開催されたワールドゲームズ2017の個人形では、決勝で日本の清水希容に敗れて銀メダルを獲得した。2018年にスペインのマドリードで開催された世界空手道選手権大会の個人形では、決勝で日本の清水希容に勝利して金メダルを獲得した。
2019年にはスペインのグアダラハラで開催された欧州選手権の個人形で金メダルを獲得し、欧州選手権で5連覇を達成した。同年にはベラルーシのミンスクで開催された2019年ヨーロッパ競技大会の個人形で金メダルを獲得した。同年にはカタールのドーハで開催されたワールドビーチゲームズの個人形で金メダルを獲得した。
2021年に日本で開催された2020年東京オリンピックにも出場、決勝では日本の清水希容を僅差で破り金メダルに輝いた。

## 成績
| 年   | 大会                         | 開催地                   | 順位   | 種目   |
| ---- | ---------------------------- | ------------------------ | ------ | ------ |
| 2015 | 2015年欧州空手道選手権大会   | トルコ・イスタンブール   | 優勝   | 個人形 |
| 2015 | 2015年ヨーロッパ競技大会     | アゼルバイジャン・バクー | 優勝   | 個人形 |
| 2016 | 2016年欧州空手道選手権大会   | フランス・モンペリエ     | 優勝   | 個人形 |
| 2016 | 2016年世界空手道選手権大会   | オーストリア・リンツ     | 3位    | 個人形 |
| 2017 | 2017年欧州空手道選手権大会   | トルコ・イズミット       | 優勝   | 個人形 |
| 2017 | ワールドゲームズ2017         | ポーランド・ヴロツワフ   | 準優勝 | 個人形 |
| 2018 | 2018年欧州空手道選手権大会   | セルビア・ノヴィ・サド   | 優勝   | 個人形 |
| 2018 | 2018年世界空手道選手権大会   | スペイン・マドリード     | 優勝   | 個人形 |
| 2019 | 2019年欧州空手道選手権大会   | スペイン・グアダラハラ   | 優勝   | 個人形 |
| 2019 | 2019年ヨーロッパ競技大会     | ベラルーシ・ミンスク     | 優勝   | 個人形 |
| 2019 | 2019年ワールドビーチゲームズ | カタール・ドーハ         | 優勝   | 個人形 |